# Clinicien
Un clinicien est un médecin pratiquant l'étude et le traitement des maladies par l'examen direct des patients. 
La sûreté de leur diagnostic a rendu célèbres les cliniciens les plus expérimentés. 

## Cliniciens réputés
- Érasistrate (gr.: Ερασίστρατος) de Céos (vers 310 - vers 250 av. J.-C.), surnommé « l'Infaillible »
- Avenzoar (1074 ou vers 1091-1162), médecin arabe de l'empire almoravide
- Jean-Nicolas Corvisart (1755-1821), médecin personnel de Napoléon
- Étienne Lancereaux (1829-1910), décrit l'origine pancréatique du diabète0
- Antonio Cardarelli (1831-1927), médecin, clinicien et homme politique italien
- Charles Bouchard (1837-1915) anatomo-pathologiste, biologiste prolifique et clinicien de grande renommée
- William Osler (1849-1919), considéré comme le père de la médecine moderne, clinicien au diagnostic réputé
- Jacques Leibowitch (1942-2020), médecin clinicien et chercheur reconnu pour ses contributions à la connaissance du VIH, du SIDA et de son traitement